# Westlake University
Westlake University (kinesiska: 西湖大学, Xihu-universitetet) är en 2018 grundad kinesisk privat naturvetenskaplig forskningshögskola i Hangzhou i provinsen Zhejiang.
Westlake University byggs upp på basis av det 2015 grundade Westlake Institute for Advanced Study. Initiativtagare är molekylärbiologen och professorn vid Tsinghuauniversitetet i Peking Shi Yigong.
Universitetet har som målsättning av vara ett renodlat forskningsuniversitet och är modellerat efter amerikanska förebilder som California Institute of Technology (Caltech) och Institute for Advanced Study i Princeton i New Jersey i USA. Den första gruppen på 140 doktorander påbörjade studier i september 2018. Tanken är att utbildning i ett senare skede också ska finnas på magisternivå.  Privata högskolor och universitet är vanliga i Kina, år 2018 finns det omkring 700 sådana av sammanlagt omkring 3.000 högskolor och universitetet i landet, varav de flesta är yrkeshögskolor. Westlake University är dock unikt i sitt sammanhang genom att vara den första privata högskolan i Kina, som har ambitioner att vara ett elituniversitet med renodlad forskningsinriktning.

## Inriktning
I den första omgången inrättas en forskningsavdelning för biologi för att senare kompletteras med tre forskningsavdelningar för grundläggande medicinsk forskning, naturvetenskap respektive avancerad teknologi. Utbildning av doktorander ska ske i samtliga dessa fyra avdelningar.

## Campus
Verksamheten har påbörjats i temporära lokaler i Cloud Town i Hangzhou. Byggandet av ett campus i Xihudistriktet (West Lake-området) i Hangzhou påbörjades i april 2018, finansierat av Zhejiangs provinsregering. En första etapp, som omfattar ett område på 450.000 kvadratmeter, är planerad att färdigställas till slutet av 2021. Den långsiktiga planen syftar till ett campus på 694.000 kvadratmeter, inklusive park samt bostäder för personal och studerande.
[uppföljning saknas]

## Finansiering
Investeringarna, förutom lokaler, finansieras genom privata donationer till Stiftelsen Westlake Education Foundation. De första stora donationerna har lämnats av ägaren av Tencent, Ma Huateng, och ägaren av fastighetsbolaget Dalian Wanda, Wang Jianlin.